# 처음 만난 사람들
"처음 만난 사람들"은 2009년에 개봉한 대한민국의 영화이다.

## 캐스팅
- 박인수 : 진욱 역
- 최희진 : 혜정 역
- 꽝스 : 팅윤 역
- 방영 : 차 형사 역
- 진용욱 : 원석 역
- 김송일 : 길재 역
- 우정국 : 호영 역
- 김민경 : 양 마담 역
- 주진모 : 박 기사 역
- 레티하 : 리티엔 역
- 차순배 : 공장사장 역
- 정인겸 : 택시남자손님 / 택시싸움남 역
- 성경선 : 택시여자손님 역
- 박종보 : 고속버스기사 역
- 성홍일 : 리티엔 남편 역
- 김진혁 : 리티엔 시동생 역
- 김대성 : 리티엔 집남자 역
- 송희정 : 리티엔 시아버지 역
- 김영선 : 자전거아줌마 역
- 심혜규 : 슈퍼아줌마 역
- 장승진 : 부안택시기사 역
- 박금렬 : 마트계산원 역
- 김혜연 : 마트판매원 역
- 박복삼 : 국도슈퍼아줌마 역
- 배정봉 : 경찰 역
- 서도현 : 만취승객 역
- 김수덕 : 택시손님 1 역
- 김진남 : 택시손님 2 역
- 박유밀 : 전세녀 역
- 금은영 : 휴게소안내원 역
- 손지혜 : 택시잡는여자 역
- 이주생 : 택시내리는남자 역
- 손정만 : 조 형사 역
- 임진순 : 김 형사 역
- 이창수 : 형사 1 역
- 고익섭 : 형사 2 역
- 이하나 : 여중생 1 역
- 정수진 : 여중생 2 역
- 조은영 : 여중생 3 역
- 박주형 : 공장직원 역
- 강보람 : 슈퍼아가씨 역
- 사무엘 강 : 새터민 역